# Time-Sensitive Networking
Time-Sensitive Networking (TSN) — стандарт передачі даних у реальному масштабі часу в детермінованих Ethernet-мережах. Розроблений цільовою групою Time-Sensitive Networking task group, що була утворена робочою групою з стандартизації IEEE 802.1. Робоча група TSN була сформована у листопаді 2012
року на основі цільової групи Audio Video Bridging Task Group. Одним з важливих застосувань TSN є передача у реальному часі відео- та аудіопотоків, команд управління автономними системами, цифровим промисловим виробництвом тощо.

## Особливості
TSN базується на трьох ключових принципах:
- синхронізація мережі у часі;
- планування трафіку;
- планування та резервування маршрутів передачі даних.

В групу стандартів TSN входять:
- IEEE 802.1AS-Rev/D2.0 : Timing and synchronization for time sensitive applications (протокол синхронізації точного часу)
- IEEE 802.1CB: Frame Replication and Elimination for Reliability (резервування потоків шляхом реплікації кадрів і видалення їх дублікатів)
- IEEE 802.1Qbv: Enhancement for scheduled traffic (планування розкладу доставки пакетів)
- IEEE 802.1Qci: Per-Stream Filtering and Policing (правила обробки і фільтрації потоків даних)
- IEEE 802.1Qcc: Stream Reservation Protocol (SRP) Enhancements and Performance Improvements (резервування потоків даних)
- IEEE 802.1Qbu: Frame preemtion (призупинка передачі кадрів)